# Galasso Galassi
Galasso Galassi (Galasso és una deformació de Galeazzo), anomenat també Galasso Ferrarese va ser un pintor italià del Renaixement actiu sobretot a Ferrara.
Era fill del sabater Matteo Piva i apareix registrat als llibres de comptabilitat de la Casa d'Este entre 1450 i 1453 per la decoració del palau de Belriguardo. Vasari, que va incloure la seua biografia a les seues Vides dels més excel·lents pintors, escultors i arquitectes, el considerava deixeble de Piero della Francesca. Tanmateix, la seua personalitat artística és pràcticament desconeguda en no haver pràcticament fonts documentals de la seua trajectòria a excepció de l'esmentada biografia de Vasari.
Llevat d'algunes obres d'atribució dubtosa i no gaire segura (dues Muses a Budapest i La Tardor a Berlín) no es conserva res de l'obra de Galassi.